# Papucsvirág

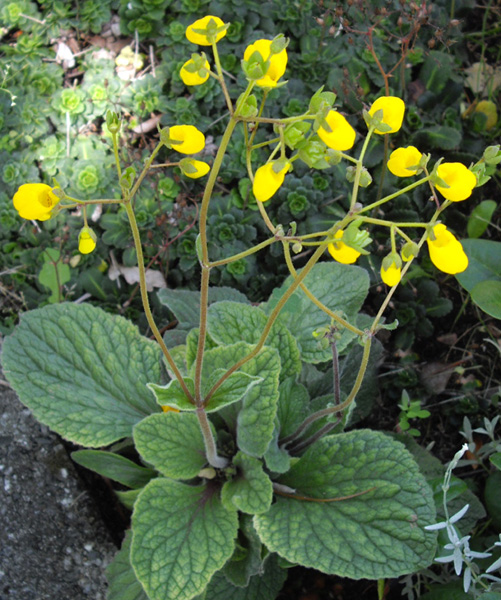
Calceolaria andina

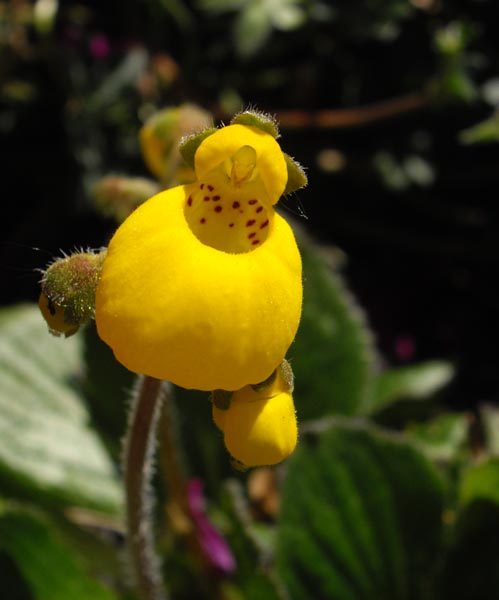
Kétvirágú papucsvirág (Calceolaria biflora)

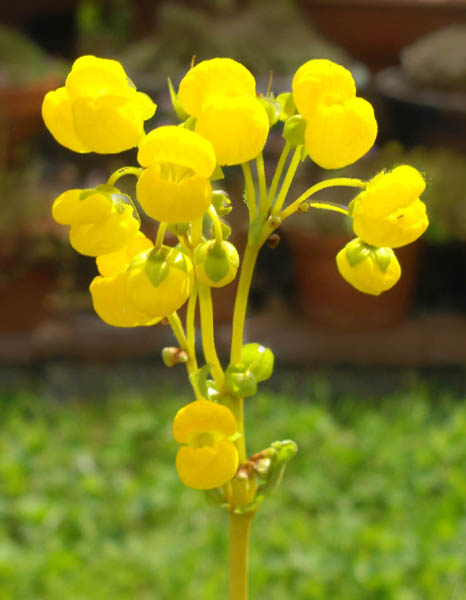
Calceolaria corymbosa

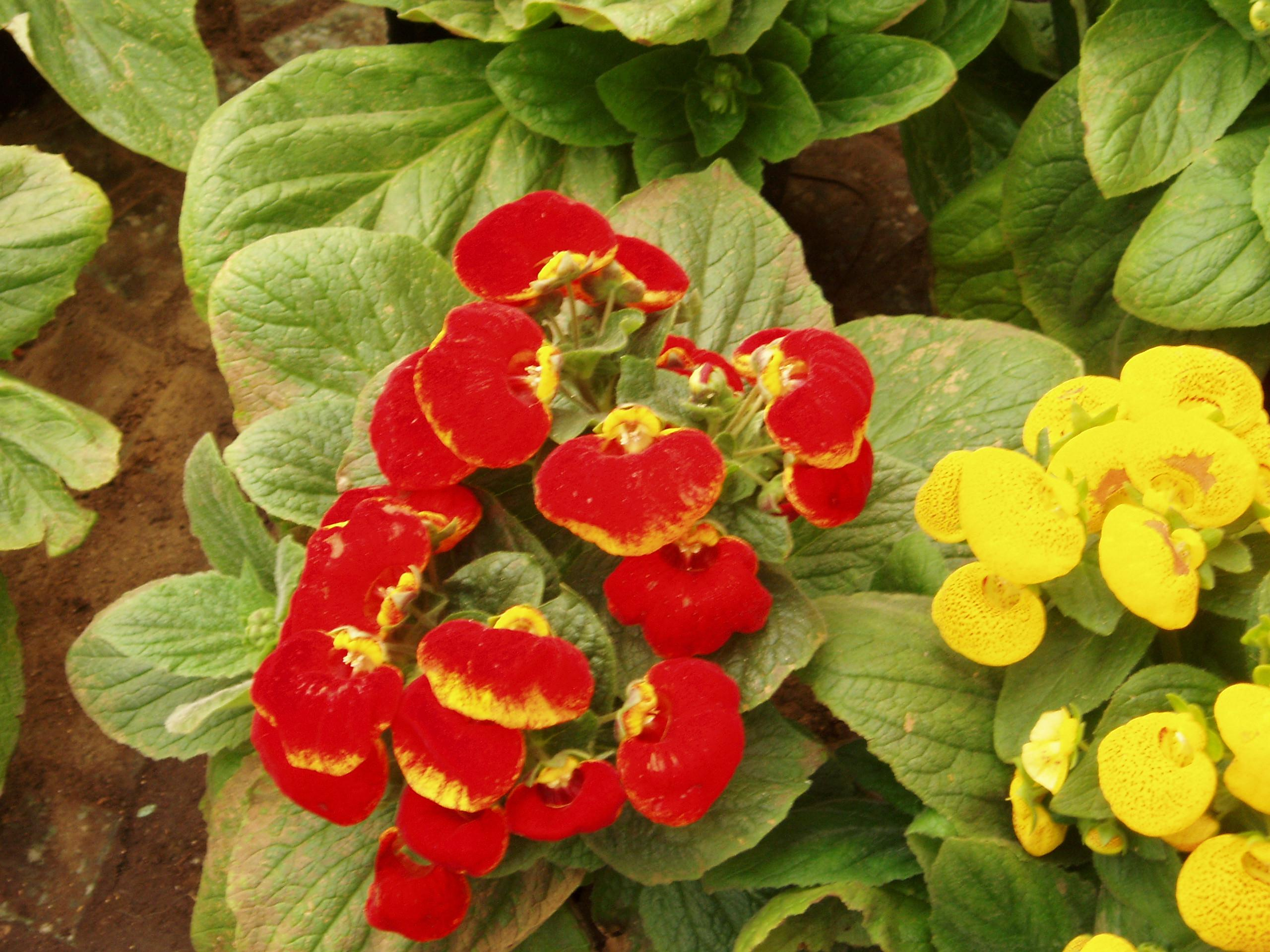
Calceolaria × herbeohybrida

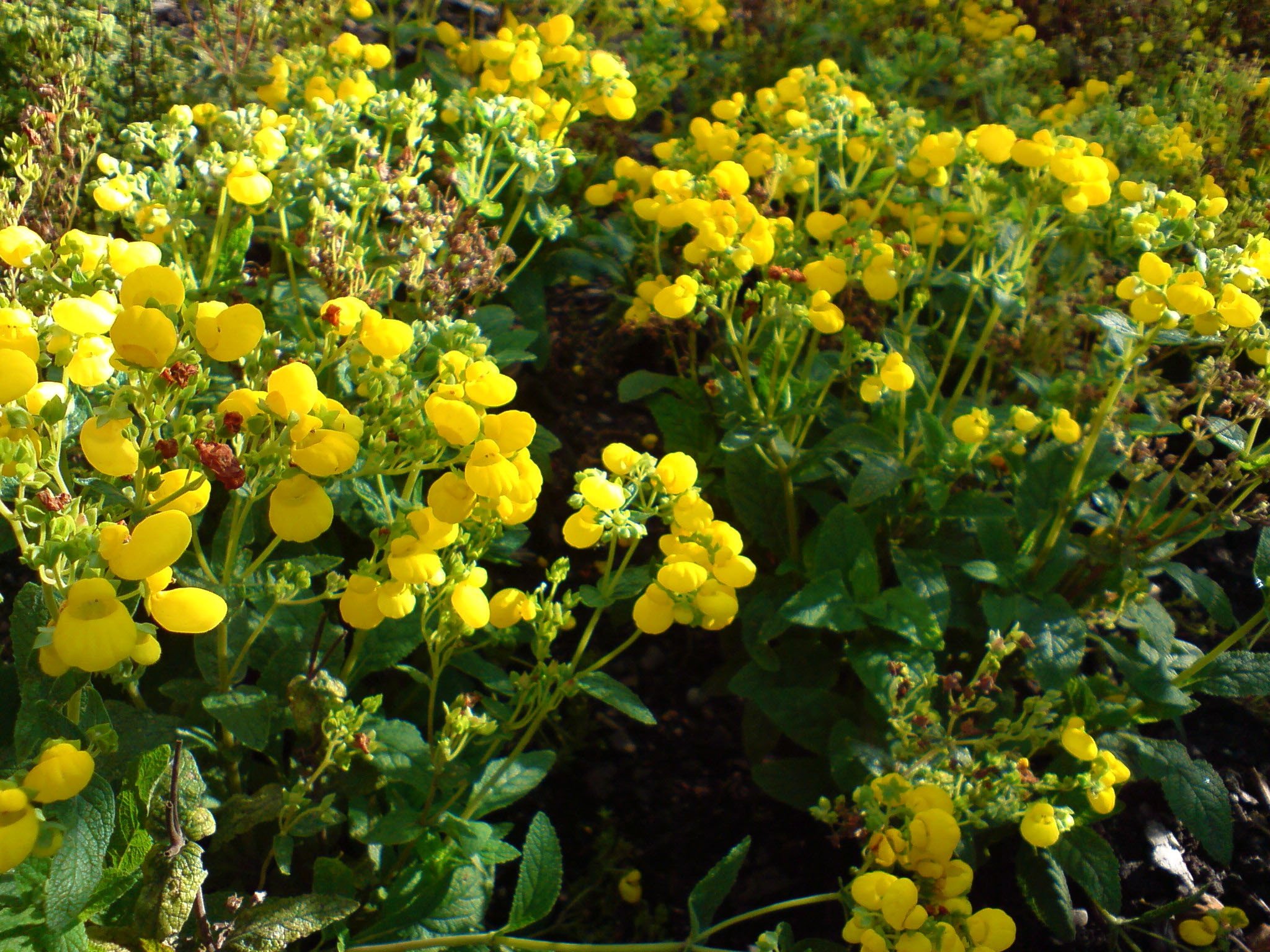
Cserjés papucsvirág (Calceolaria integrifolia)

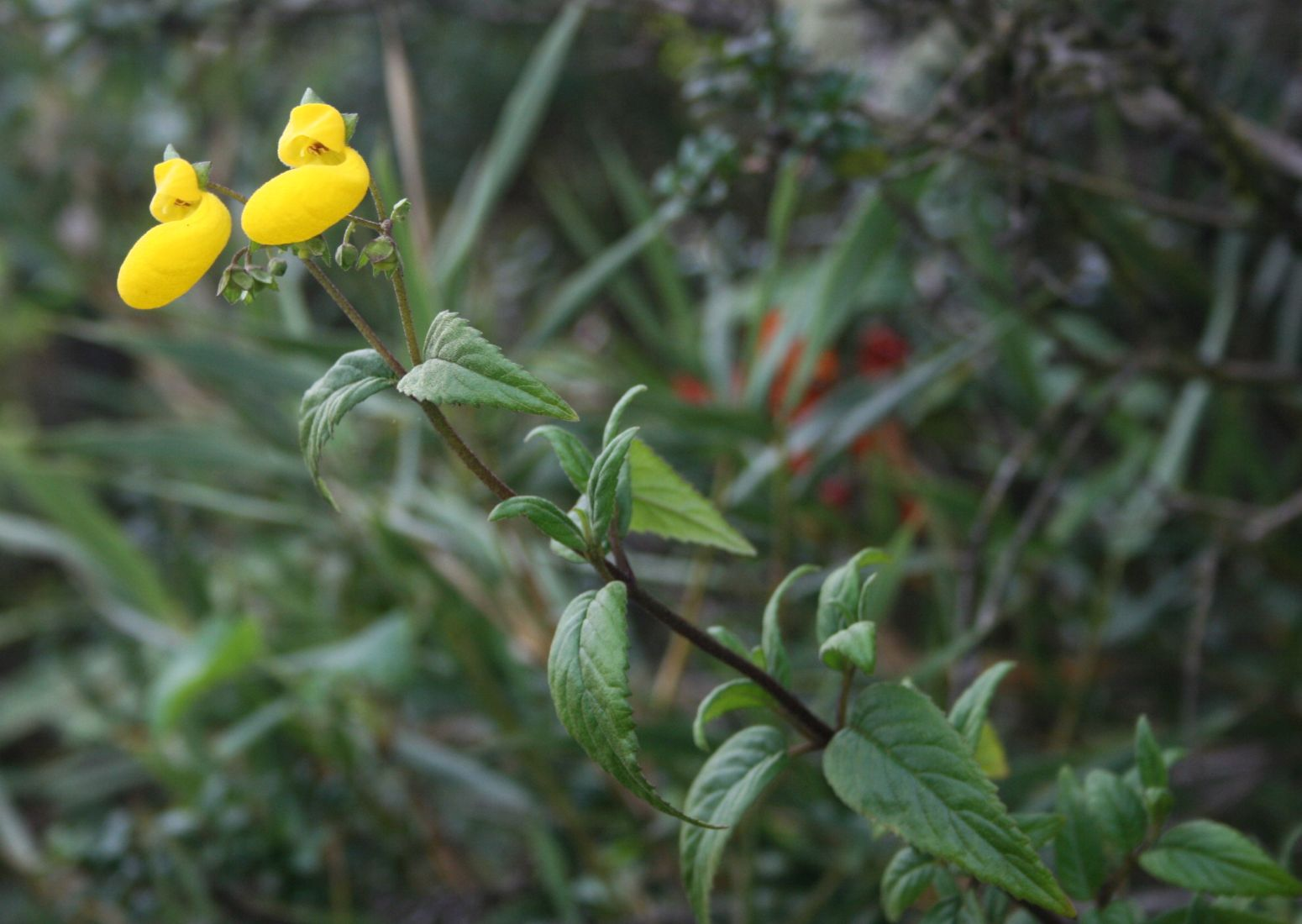
Calceolaria irazuensis

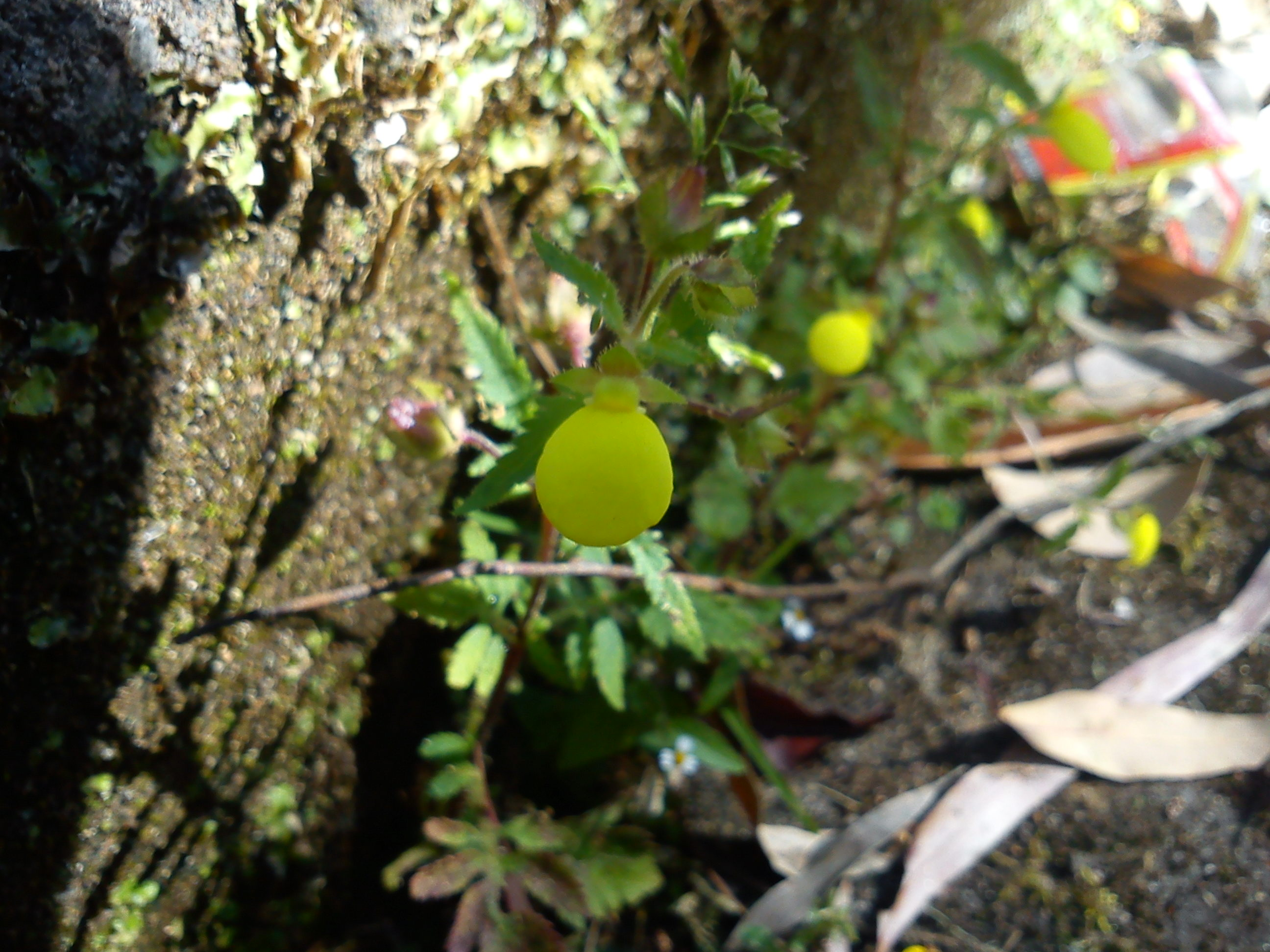
Calceolaria mexicana

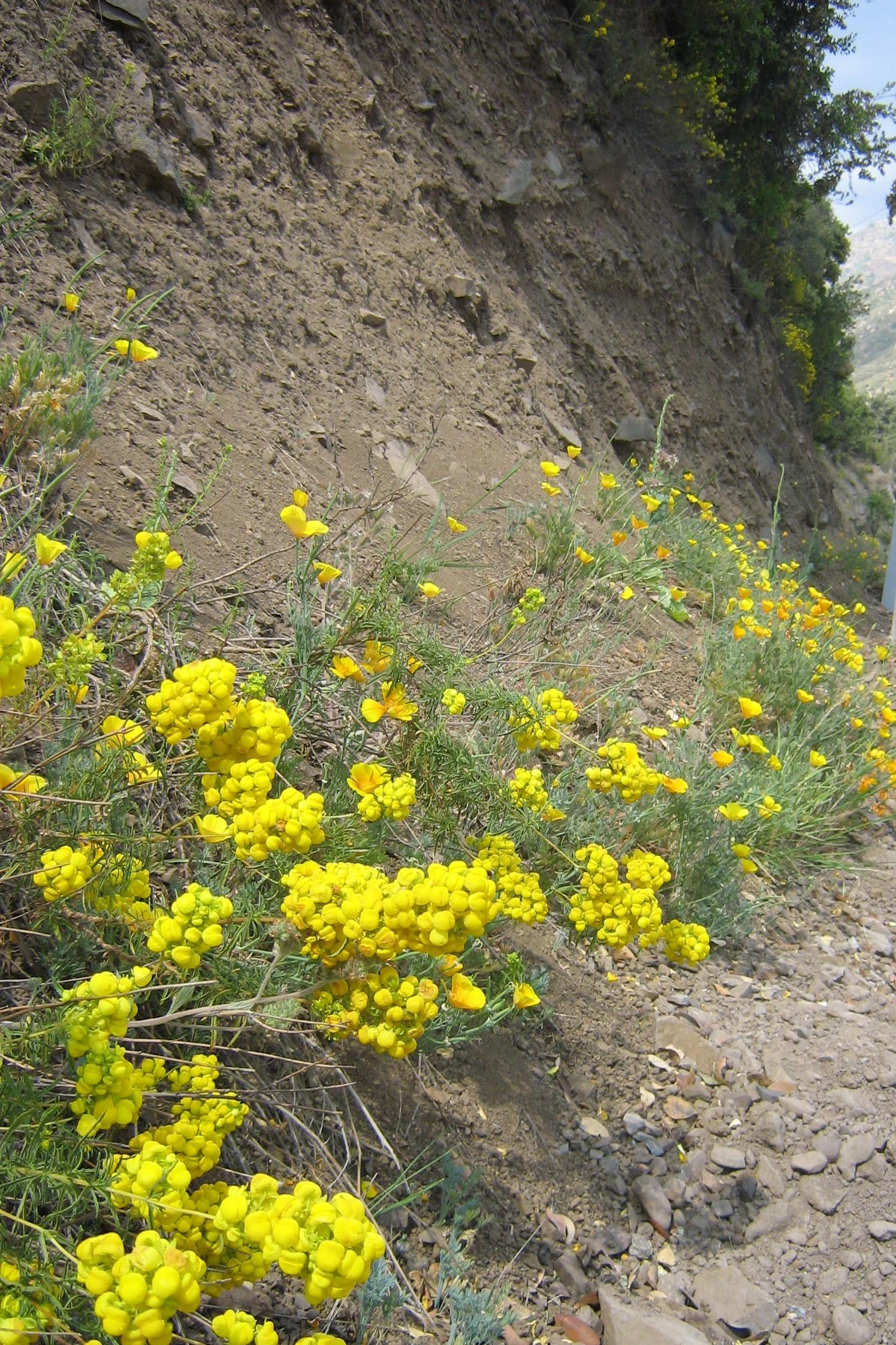
Calceolaria pinnifolia

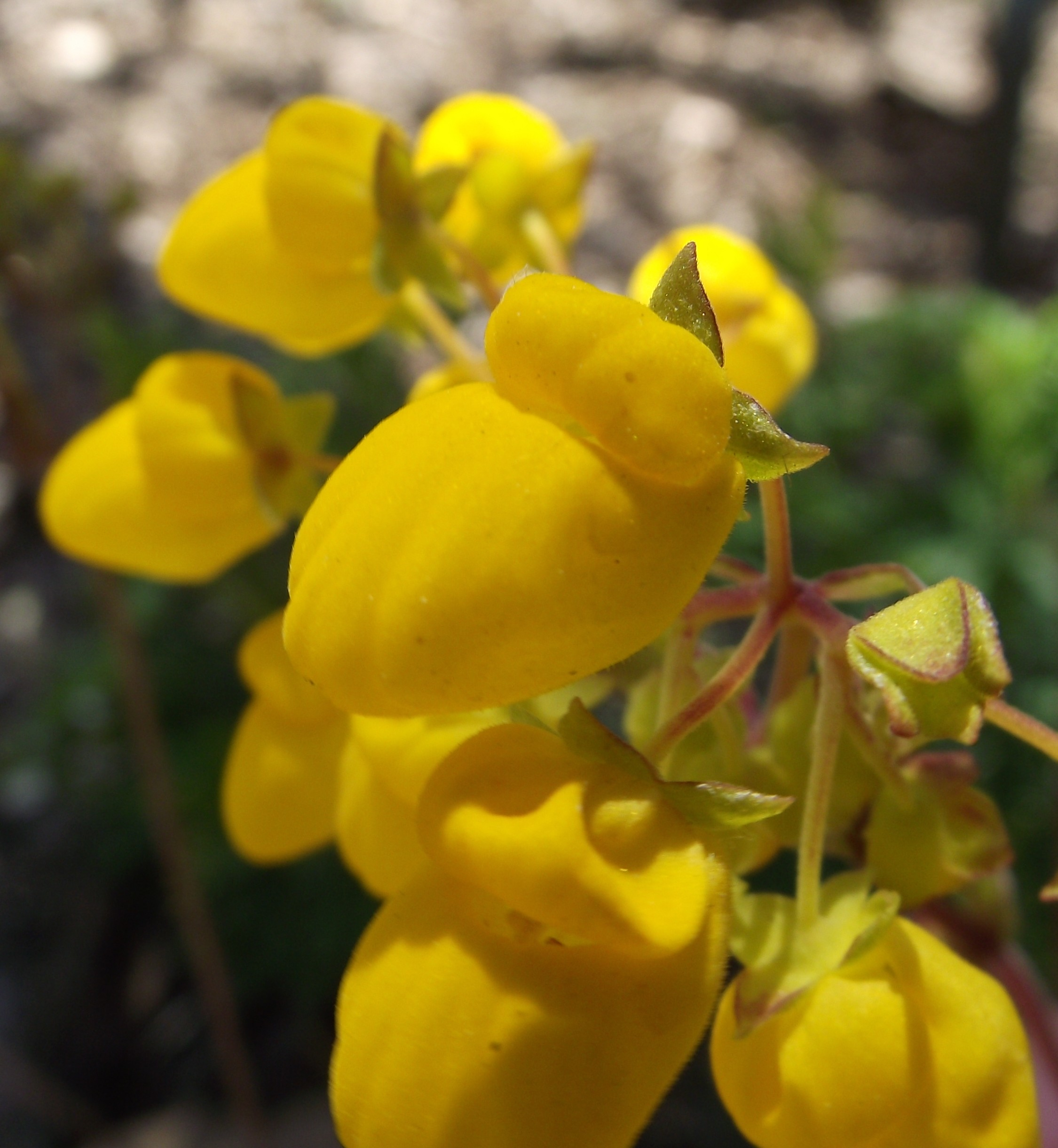
Calceolaria salicifolia

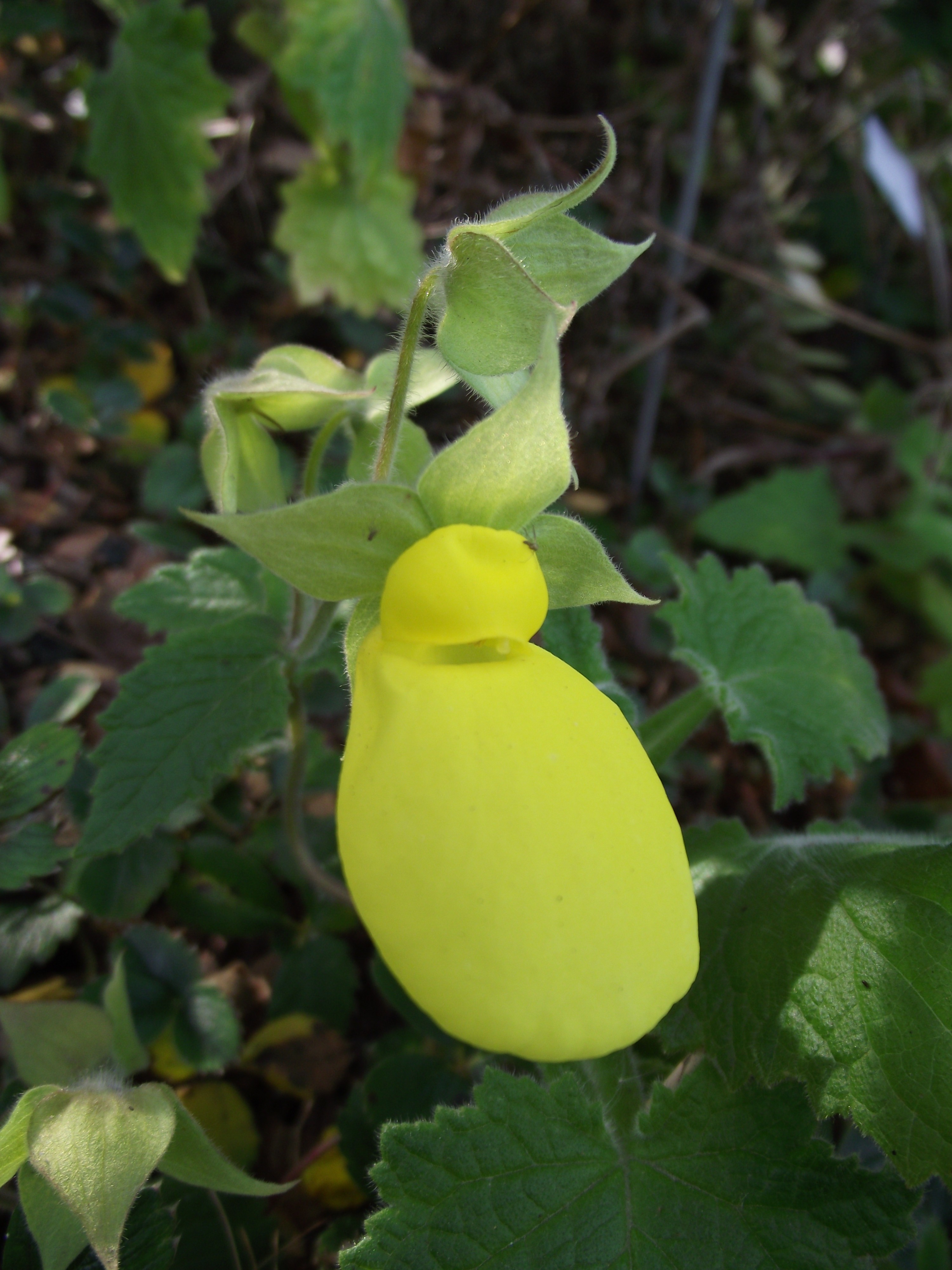
Calceolaria tomentosa

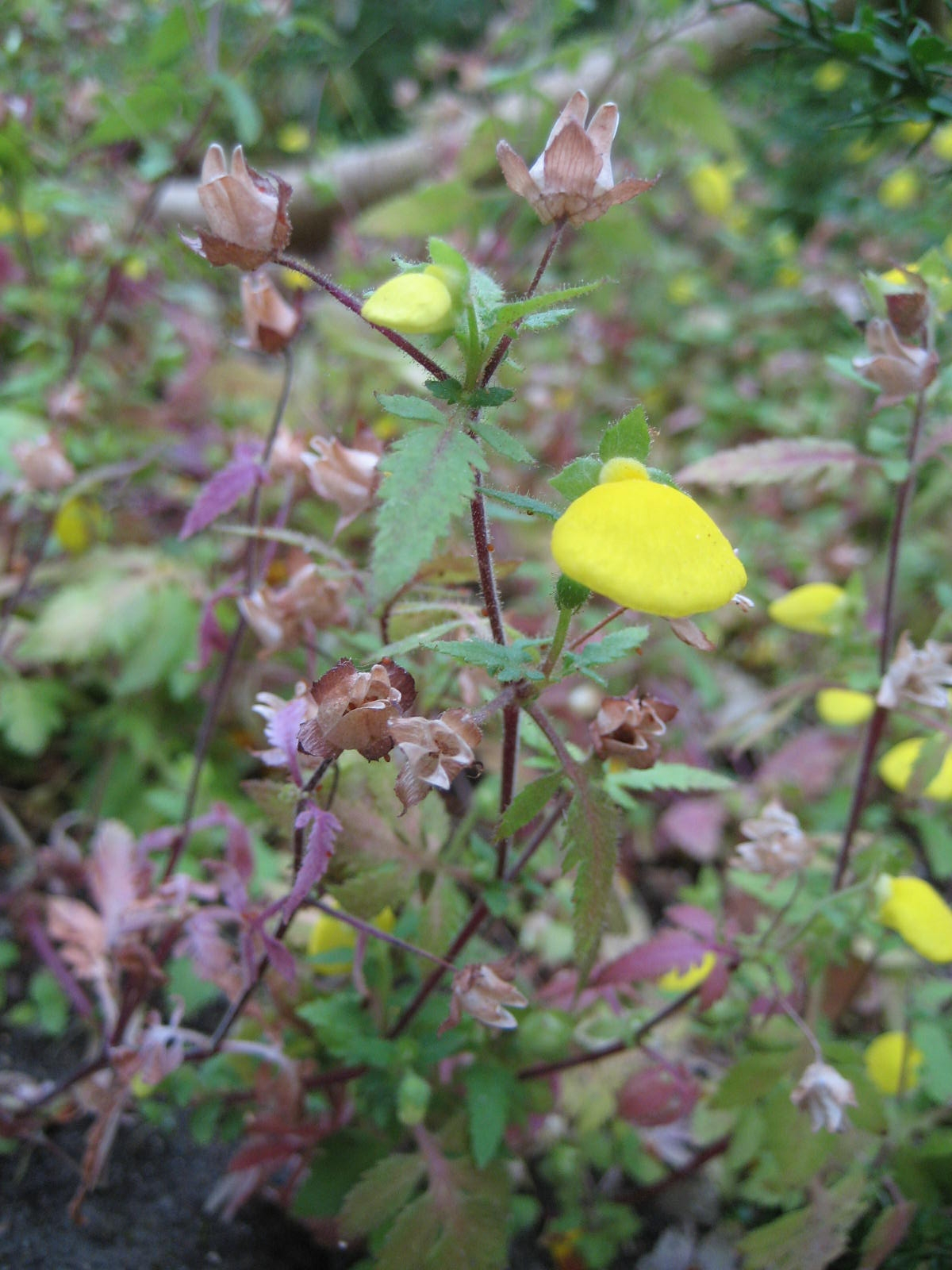
Calceolaria tripartita

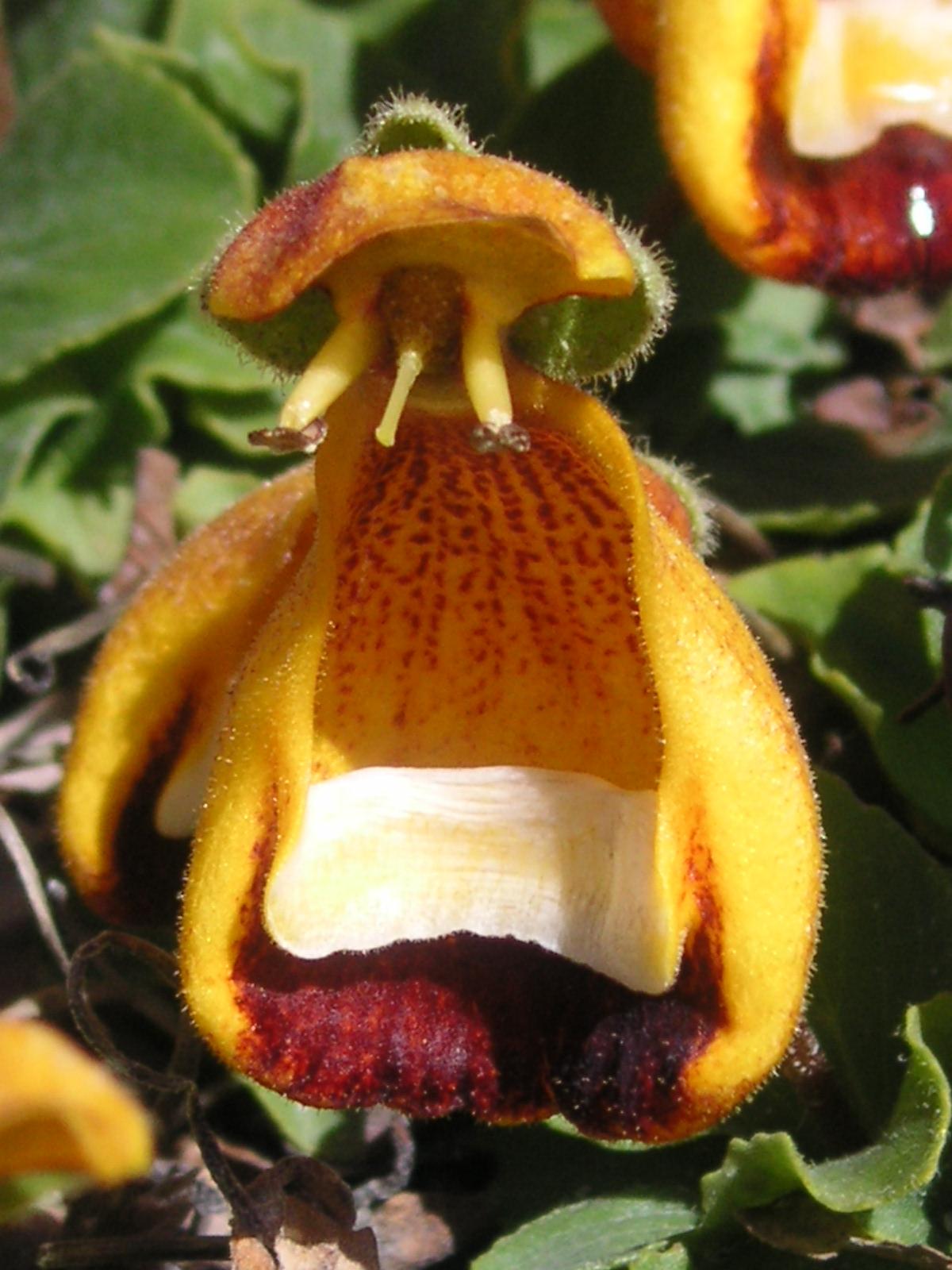
Egyvirágú papucsvirág (Calceolaria uniflora)

A papucsvirág (Calceolaria) az ajakosvirágúak (Lamiales) rendjének Calceolariaceae családjába tartozó növénynemzetség, melynek egyes tagjait Magyarországon is dísznövényként tartják üvegházakban vagy lakásokban elsősorban virágaikért, melyek jellegzetesen papucs formájúak, élénk alapszínűek, és sokszor az alapszíntől elütő színnel foltosak, mintásak. A szobanövényként tartott papucsvirágok gyakran egyévesek.

## Előfordulása
A nemzetség legtöbb faja a dél- és közép-amerikai Kordillerákban őshonos: többségük az Andokban él Peru és Chile területén, ettől délre Patagóniáig, illetve északra Közép-Mexikóig fajszámuk kevesebb. Néhány papucsvirágfaj azonban Ecuador, Peru és Chile tengerparti területein, továbbá Délkelet-Brazíliában is megtalálható.

## Megjelenése
A papucsvirágok között egyéves, kétéves növények, illetve többéves évelő örökzöldek, lágyszárúak, félcserjék, ritkábban kapaszkodó-, illetve kúszónövények is előfordulnak. Leveleik világoszöld színűek, s mivel szőrösek, érdes tapintásúak. Virágaik kétajkúak: míg a felső virágajak kisebb és csuklyaszerű, addig a három sziromlevélből képződött alsó virágajak jóval nagyobb és csuporszerűen visszahajlik, s egy zárt papucs lábfeji részéhez hasonlít. Ez a virág, akárcsak az egyszikűek közé tartozó Boldogasszony papucsa virága, tartálycsapda, amely a megporzást segíti elő: A rovarok ugyanis könnyen beleesnek, amikor rászállnak a virágra, s csak úgy tudnak kijutni belőle, ha közben érintik a portokokat és a bibét. A papucsvirágok virágai leggyakrabban sárga, narancssárga, piros vagy bíbor színűek.
A legtöbb papucsvirágfaj fény- és melegigényes, a talajok közül pedig a nedves, humuszban kellően gazdag és hűvösebb típusokat kedvelik. Habár magról jól csíráznak, termesztésben könnyebb csúcsdugványról szaporítani őket. A cserje termetű papucsvirágok együttese metszés nélkül néhány év alatt bozóttá alakul.

## Rendszertani helye
A nemzetséget korábban a tátogatófélék (Scrophulariaceae) családjába sorolták, amíg a családról ki nem derült, hogy polifiletikus. Az APG II-rendszer a polifiletikusság megszüntetése során a papucsvirág nemzetséget kivette a tátogatófélék közül, s ugyancsak az ajakosvirágúak rendjén belül, de külön családba (Calceolariaceae) sorolta a Jovellana és a Porodittia nemzetségekkel együtt. Ezt az állapotot az APG III-rendszer is megtartotta.

## Fajok
Az alábbi névlista a The Plant List 1.1 verziójú adatbázisában szereplő érvényes és elfogadott papucsvirág-fajneveket és -hibridneveket tartalmazza:
- Calceolaria aconcaguina Phil.
- Calceolaria adenanthera Molau
- Calceolaria adenocalyx Molau
- Calceolaria aiseniana C.Ehrh.
- Calceolaria ajugoides Kraenzl.
- Calceolaria alata (Pennell) Pennell
- Calceolaria alba Ruiz et Pav.
- Calceolaria albotomentosa Pennell
- Calceolaria amoena Molau
- Calceolaria andina Benth.
- Calceolaria angustiflora Ruiz et Pav.
- Calceolaria angustifolia (Lindl.) Sweet
- Calceolaria anisanthera Pennell
- Calceolaria annua Edwin
- Calceolaria aperta Edwin
- Calceolaria aquatica A.Braun et C.D.Bouché
- Calceolaria arachnoidea Graham – pókhálós papucsvirág[3]
- Calceolaria arachnoides Benth.
- Calceolaria arbuscula Molau
- Calceolaria argentea Kunth
- Calceolaria ascendens Lindl. – sárga papucsvirág[3]
- Calceolaria asperula Phil.
- Calceolaria atahualpae Kraenzl.
- Calceolaria auriculata Phil.
- Calceolaria australis (Molau) Molau
- Calceolaria ballotifolia Kraenzl.
- Calceolaria barbata Molau
- Calceolaria bartsiifolia Wedd.
- Calceolaria belophora Pennell
- Calceolaria bentae Molau
- Calceolaria bicolor Ruiz et Pav.
- Calceolaria bicrenata Ruiz et Pav.
- Calceolaria biflora Lam. – kétvirágú papucsvirág[3]
- Calceolaria bogotensis (Pennell) Pennell
- Calceolaria boliviana (Britton ex Rusby) Pennell
- Calceolaria borsinii Rossow
- Calceolaria brachiata Kraenzl.
- Calceolaria brunellifolia Phil.
- Calceolaria buchtieniana Kraenzl.
- Calceolaria bullata Molau
- Calceolaria caespitosa Molau
- Calceolaria cajabambae Kraenzl.
- Calceolaria caleuana Muñoz-Schick et A.Moreira
- Calceolaria calycina Benth.
- Calceolaria campanae Phil.
- Calceolaria cana Cav.
- Calceolaria cataractarum Molau
- Calceolaria cavanillesii Phil.
- Calceolaria chaetostemon Pennell
- Calceolaria chelidonioides Kunth
- Calceolaria chrysosphaera Pennell
- Calceolaria collina Phil.
- Calceolaria colombiana Pennell
- Calceolaria colquepatana Pennell
- Calceolaria commutata Molau
- Calceolaria comosa Pennell
- Calceolaria concava Molau
- Calceolaria connatifolia Pennell
- Calceolaria conocarpa Pennell
- Calceolaria cordifolia Molau
- Calceolaria cordiformis Edwin ex Moldau
- Calceolaria corymbosa Ruiz et Pav.
- Calceolaria crassa Molau
- Calceolaria crenata Lam.
- Calceolaria crenatiflora Cav.
- Calceolaria cumbemayensis Molau
- Calceolaria cuneiformis Ruiz et Pav.
- Calceolaria cypripediiflora Kraenzl.
- Calceolaria deflexa Ruiz et Pav.
- Calceolaria densiflora Molau
- Calceolaria densifolia Phil.
- Calceolaria dentata Ruiz et Pav.
- Calceolaria dentifolia Edwin
- Calceolaria dichotoma Lam.
- Calceolaria dilatata Benth.
- Calceolaria discotheca Molau
- Calceolaria divaricata Kunth
- Calceolaria elatior Griseb.
- Calceolaria engleriana Kraenzl.
- Calceolaria ericoides Juss. ex Vahl
- Calceolaria extensa Benth.
- Calceolaria ferruginea Cav.
- Calceolaria filicaulis Clos
- Calceolaria flavovirens C.Ehrh.
- Calceolaria flexuosa Ruiz et Pav.
- Calceolaria flosparva Edwin
- Calceolaria fothergillii Aiton
- Calceolaria frondosa Molau
- Calceolaria fulva Witasek
- Calceolaria fusca Pennell
- Calceolaria gaultherioides Molau
- Calceolaria georgiana Phil.
- Calceolaria germainii Witasek
- Calceolaria glacialis Wedd.
- Calceolaria glandulosa Poepp. ex Benth.
- Calceolaria glauca Ruiz et Pav.
- Calceolaria gossypina Benth.
- Calceolaria grandiflora Pennell
- Calceolaria harlingii Molau
- Calceolaria helianthemoides Kunth
- Calceolaria heterophylla Ruiz et Pav.
- Calceolaria hirsuta Molau
- Calceolaria hirtiflora Pennell
- Calceolaria hispida Benth.
- Calceolaria hypericina Poepp. ex Benth.
- Calceolaria hypoleuca Meyen
- Calceolaria hyssopifolia Kunth
- Calceolaria inamoena Kraenzl.
- Calceolaria inaudita Kraenzl.
- Calceolaria incachacensis Kraenzl.
- Calceolaria incarum Kraenzl.
- Calceolaria inflexa Ruiz et Pav.
- Calceolaria integrifolia L. – cserjés papucsvirág[3]
- Calceolaria involuta Ruiz et Pav.
- Calceolaria irazuensis Donn.Sm.
- Calceolaria jujuyensis Botta
- Calceolaria juncalensis Kraenzl.
- Calceolaria kraenzliniae Kraenzl.
- Calceolaria laevis Molau
- Calceolaria lagunae-blancae Kraenzl.
- Calceolaria lamiifolia Kunth
- Calceolaria lanata Kunth
- Calceolaria lanigera Phil.
- Calceolaria lasiocalyx Pennell
- Calceolaria latifolia Benth.
- Calceolaria lavandulifolia Kunth
- Calceolaria lehmanniana Kraenzl.
- Calceolaria lepida Phil.
- Calceolaria lepidota Kraenzl.
- Calceolaria leptantha Pennell
- Calceolaria leucanthera Pennell
- Calceolaria linearis Ruiz et Pav.
- Calceolaria llamaensis (Edwin) Molau
- Calceolaria lobata Cav.
- Calceolaria lojensis Pennell
- Calceolaria ludens Kraenzl.
- Calceolaria luteocalyx Edwin
- Calceolaria maculata Edwin
- Calceolaria mandoniana Kraenzl.
- Calceolaria martinezii Kraenzl.
- Calceolaria melissifolia Benth.
- Calceolaria mexicana Benth.
- Calceolaria meyeniana Phil.
- Calceolaria micans Molau
- Calceolaria microbefaria Kraenzl.
- Calceolaria mollissima Walp.
- Calceolaria monantha Kraenzl.
- Calceolaria morisii Walp.
- Calceolaria moyobambae Kraenzl.
- Calceolaria myriophylla Kraenzl.
- Calceolaria neglecta Molau
- Calceolaria nevadensis (Pennell) Standl.
- Calceolaria nitida Colla
- Calceolaria nivalis Kunth
- Calceolaria nudicaulis Benth.
- Calceolaria obliqua Molau
- Calceolaria oblonga Ruiz et Pav.
- Calceolaria obtusa Molau
- Calceolaria odontophylla Molau
- Calceolaria olivacea Molau
- Calceolaria oreophila Molau
- Calceolaria oxapampensis Puppo
- Calceolaria oxyphylla Molau
- Calceolaria pallida Phil.
- Calceolaria paposana Phil.
- Calceolaria paralia Cav.
- Calceolaria parviflora Gillies ex Benth.
- Calceolaria parvifolia Wedd.
- Calceolaria pavonii Benth.
- Calceolaria pedunculata Molau
- Calceolaria penlandii Pennell
- Calceolaria pennellii Descole et Borsini
- Calceolaria percaespitosa Wooden
- Calceolaria perfoliata L.f.
- Calceolaria petioalaris Cav.
- Calceolaria phaceliifolia Edwin
- Calceolaria phaeotricha Molau
- Calceolaria picta Phil.
- Calceolaria pilosa Molau
- Calceolaria pinifolia Cav.
- Calceolaria pinnata L.
- Calceolaria pisacomensis Meyen ex Walp.
- Calceolaria platyzyga Diels
- Calceolaria plectranthifolia Walp.
- Calceolaria poikilanthes Sandwith
- Calceolaria polifolia Hook.
- Calceolaria polyclada Kraenzl.
- Calceolaria polyrhiza Cav.
- Calceolaria procera Pennell
- Calceolaria psammophila Skottsb.
- Calceolaria pulverulenta Ruiz et Pav.
- Calceolaria pumila Edwin
- Calceolaria punicea Ruiz et Pav.
- Calceolaria purpurascens (Kraenzl.) Molau
- Calceolaria purpurea Graham
- Calceolaria quinamadivensis Kraenzl.
- Calceolaria quitoensis Pennell
- Calceolaria ramosa Molau
- Calceolaria rariflora Molau
- Calceolaria reichlinii Edwin
- Calceolaria revoluta Pennell
- Calceolaria rhacodes Kraenzl.
- Calceolaria rhododendroides Kraenzl.
- Calceolaria rhombifolia Molau
- Calceolaria rinconada C.Ehrh.
- Calceolaria rivularis Kraenzl.
- Calceolaria rosmarinifolia Lam.
- Calceolaria rotundifolia Kunth
- Calceolaria rubiginosa C.Ehrh.
- Calceolaria rufescens Molau
- Calceolaria rugulosa Edwin
- Calceolaria ruiz-lealii Descole et Borsini
- Calceolaria rupestris Molau
- Calceolaria rupicola Meigen
- Calceolaria salicifolia Ruiz et Pav.
- Calceolaria santolinoides Kraenzl.
- Calceolaria scabra Ruiz et Pav.
- Calceolaria scapiflora (Ruiz et Pav.) Benth.
- Calceolaria schickendantziana Kraenzl.
- Calceolaria sclerophylla Molau
- Calceolaria segethii Phil.
- Calceolaria semiconnata Pennell
- Calceolaria sericea Pennell
- Calceolaria serrata Lam.
- Calceolaria sessilis Ruiz et Pav.
- Calceolaria sibthorpioides Kunth
- Calceolaria sonchensis Pennell ex Edwin
- Calceolaria soratensis Kraenzl.
- Calceolaria sotarensis Pennell
- Calceolaria sparsiflora Kunze
- Calceolaria spathulata Witasek
- Calceolaria speciosa Pennell
- Calceolaria spruceana Kraenzl.
- Calceolaria stellariifolia Phil.
- Calceolaria stricta Kunth
- Calceolaria talcana J.Grau et C.Ehrh.
- Calceolaria tenella Poepp. – apró papucsvirág[3]
- Calceolaria tenuis Benth.
- Calceolaria ternata Molau
- Calceolaria tetragona Benth.
- Calceolaria teucrioides Griseb.
- Calceolaria thyrsiflora Graham
- Calceolaria tomentosa Ruiz et Pav.
- Calceolaria trichanthera Molau
- Calceolaria triloba Edwin
- Calceolaria trilobata Hemsl.
- Calceolaria tripartita Ruiz et Pav.
- Calceolaria tucumana Descole
- Calceolaria umbellata Wedd.
- Calceolaria undulata Benth.
- Calceolaria uniflora Lam. – egyvirágú papucsvirág[3]
- Calceolaria urticifolia Molau
- Calceolaria utricularioides Hook. ex Benth.
- Calceolaria vaccinioides Kraenzl.
- Calceolaria valdiviana Phil.
- Calceolaria variifolia Edwin
- Calceolaria velutina Pennell
- Calceolaria velutinoides Edwin
- Calceolaria verbascifolia Phil.
- Calceolaria virgata Ruiz et Pav.
- Calceolaria viscosa Ruiz et Pav.
- Calceolaria viscosissima (Hook.) Lindl.
- Calceolaria volckmannii Phil.
- Calceolaria vulpina Kraenzl.
- Calceolaria weberbaueriana Kraenzl.
- Calceolaria werdermannii Kraenzl.
- Calceolaria williamsii Phil.
- Calceolaria zamorana Molau

A korábban önálló Calceolaria darwinii fajt, melyet magyarul Darwin-papucsvirágnak neveztek, az adatbázis a Calceolaria uniflora (egyvirágú papucsvirág) fajjal azonosítja.

### Hibridek
- Calceolaria crenata × ferruginea Hack.
- Calceolaria crenata × hyssopifolia C. H. Mull.
- Calceolaria dilatata × lanata Pax
- Calceolaria dilatata × pavonii Bor
- Calceolaria dilatata × purpurascens Raf.
- Calceolaria ferruginea × commutata Torr. et A. Gray
- Calceolaria ferruginea × crenata Dalla Torre et Harms
- Calceolaria perfoliata × calycina Post et Kuntze
- Calceolaria × wettsteiniana Witasek

A Calceolaria × fruticohybrida és a Calceolaria × herbeohybrida növénynevek státusza az adatbázisban megoldatlan, azaz önállóságuk még vitatott. Mindkettejüket magyarul tarka papucsvirág vagy kerti papucsvirág néven is ismerik.